# Valtenesi
La Valtènesi è una zona in Provincia di Brescia, esattamente nella zona occidentale del Lago di Garda. È composta da comuni rivieraschi affacciati sul Lago e da comuni collinari adagiati sulle colline moreniche. Nell'entroterra, a nord-est, confina con la Valsabbia.
I sette comuni sono: Padenghe sul Garda, Moniga del Garda, Manerba del Garda, San Felice del Benaco, Puegnago del Garda, Polpenazze del Garda e Soiano del Lago.

## Storia
I ritrovamenti archeologici, conservati nel museo di Gavardo, testimoniano la presenza di insediamenti più antichi, risalenti all'epoca delle palafitte, in particolare nella zona di quello che era il Lago di Lucone, nei pressi di Polpenazze, prosciugato nel 1458: il reperto più importante è una piroga, ritrovata nella località Vedrine di Polpenazze.

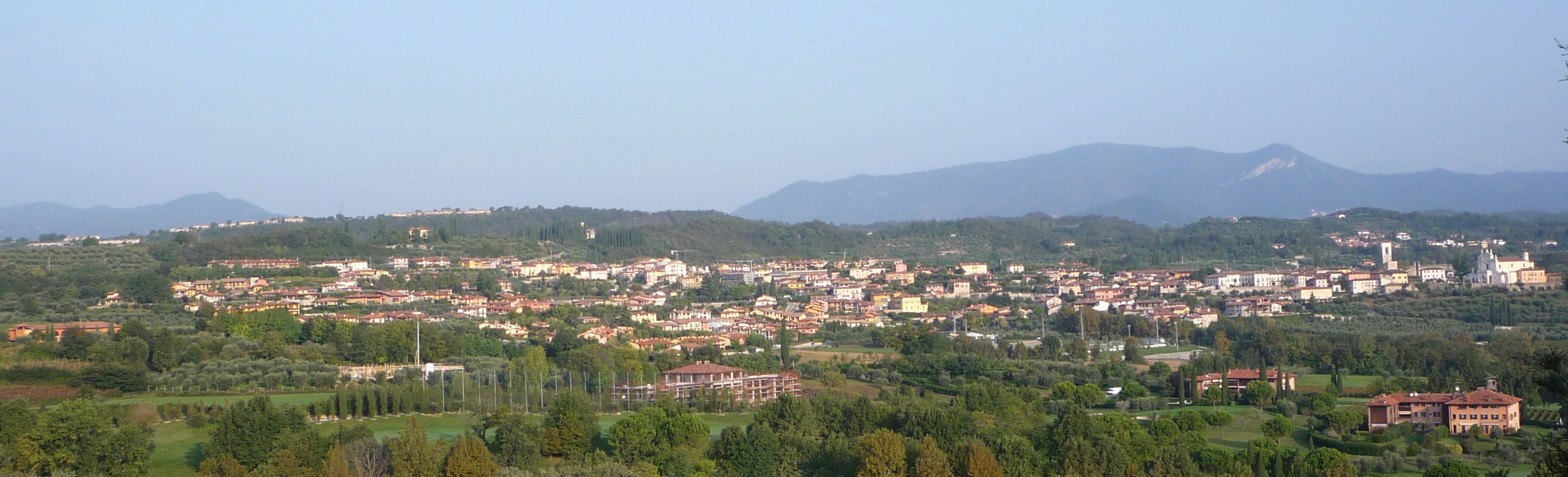
Panorama su Polpenazze del Garda e sulle colline moreniche

A partire dal X secolo, la zona seguì lo sviluppo del territorio circostante, con la fortificazione in quel periodo di alcune località ed il passaggio sotto le diverse dominazioni della zona: prima gli Scaligeri, poi i Visconti, quindi la Repubblica di Venezia, il dominio austriaco ed infine al Regno d'Italia.

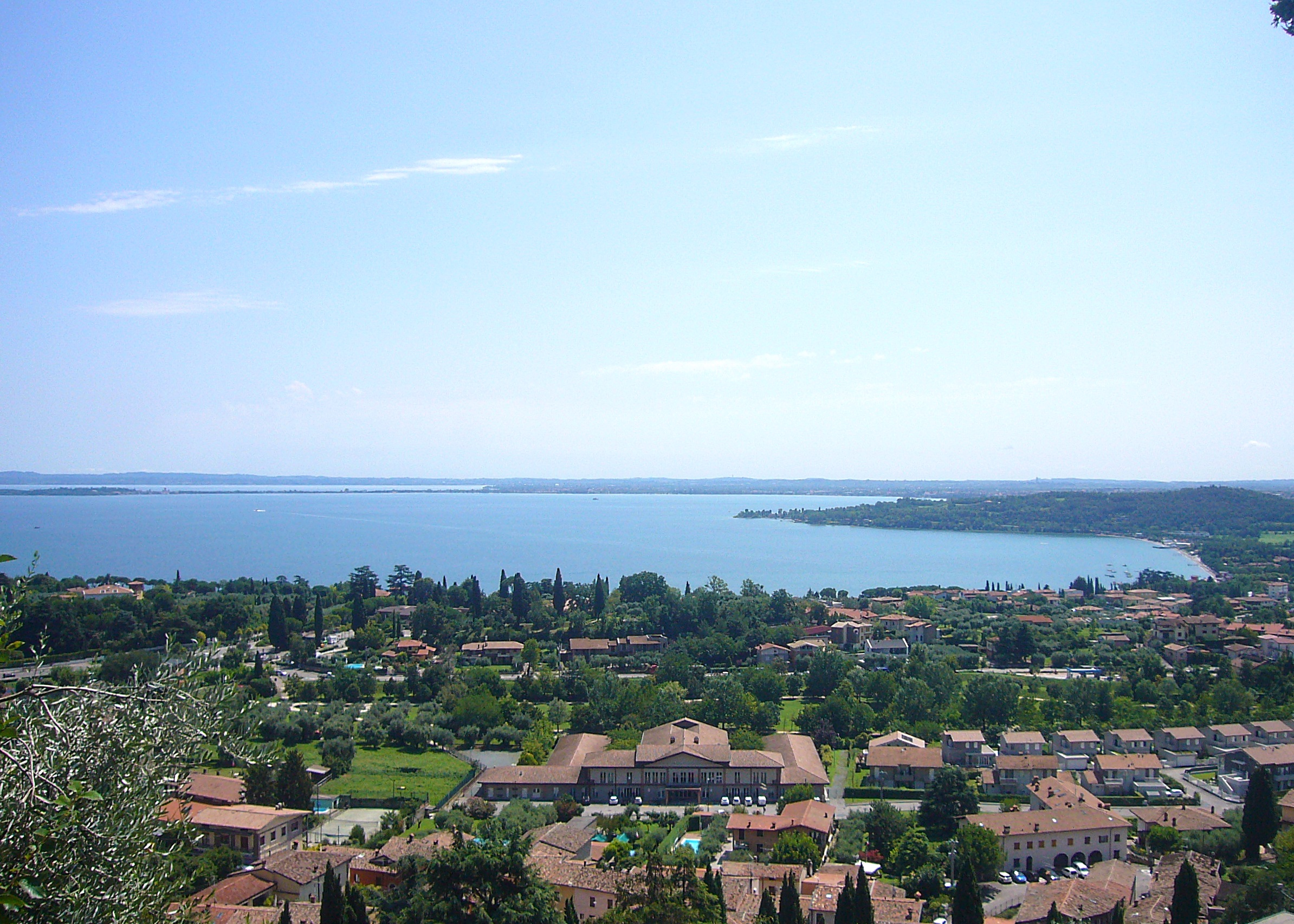
Il lago visto dal castello di Padenghe

La Valtenesi, oltre alla bellezza del paesaggio lacustre e collinare nonché al richiamo turistico, è famosa per la produzione di vino e di olio.
Con delibera del 2016 dell'unione dei Comuni della Valtenesi vi è stata aggiunta la definizione geografica "del Garda", dunque Valtenesi Del Garda.

## Comuni della Valtenesi

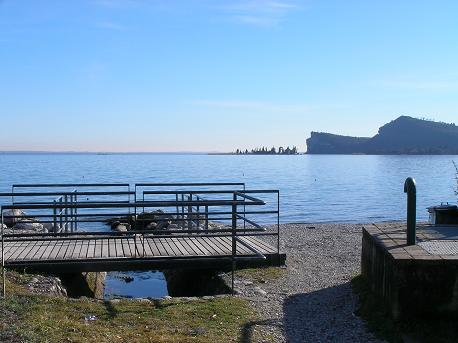
Vista della Rocca di Manerba e dell'Isola di San Biagio, detta "dei conigli", dal Porto di San Felice del Benaco.

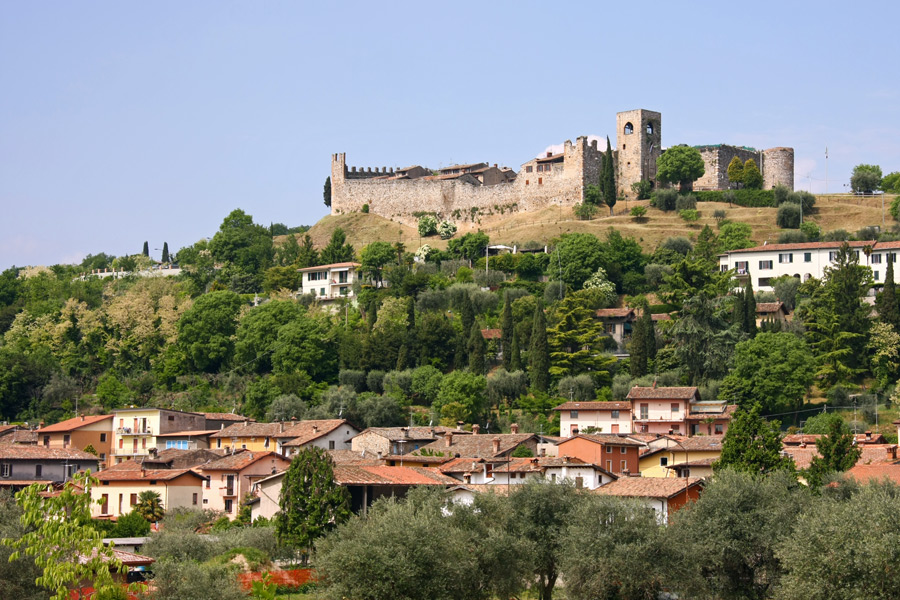
Veduta del castello e dell'abitato di Padenghe sul Garda.

I sette paesi che compongono geograficamente la Valtenesi sono:
- San Felice del Benaco
- Puegnago del Garda
- Manerba del Garda
- Polpenazze del Garda
- Moniga del Garda
- Soiano del Lago
- Padenghe sul Garda

## L'Unione dei Comuni della Valtenesi
Dal punto di vista amministrativo esiste l'Unione del Comuni della Valtenesi, organo con sede a Manerba del Garda. Inizialmente nel 2008 facevano parte dell'Unione tutti e sette i comuni, vicini geograficamente sul territorio, ricco per dono di natura che per essere salvaguardato ha bisogno di idee e scelte che vadano oltre i confini dei singoli comuni, ma in un secondo momento alcuni comuni come San Felice del Benaco, Puegnago del Garda e Polpenazze del Garda hanno recesso l'adesione alla stessa.
Pertanto oggi i comuni facenti parte dell'Unione dei Comuni della Valtenesi sono:
- Manerba del Garda
- Soiano del Lago
- Moniga del Garda
- Padenghe sul Garda

## La denominazione Valtenesi
Non v’è certezza alcuna nell’etimologia ascritta ai toponimi della zona, a partire dalla stessa denominazione di Valtenesi, per alcuni storici derivante da Vallis Atheniensis, attribuibile allo stanziamento di coloni ateniesi, esuli al seguito degli eserciti romani.

Altri ne fanno risalire l’origine all’antica Pieve, detta Tenense in un diploma di Federico II del 1º novembre 1221, dalla quale prese il nome tutto il territorio ad essa circostante.

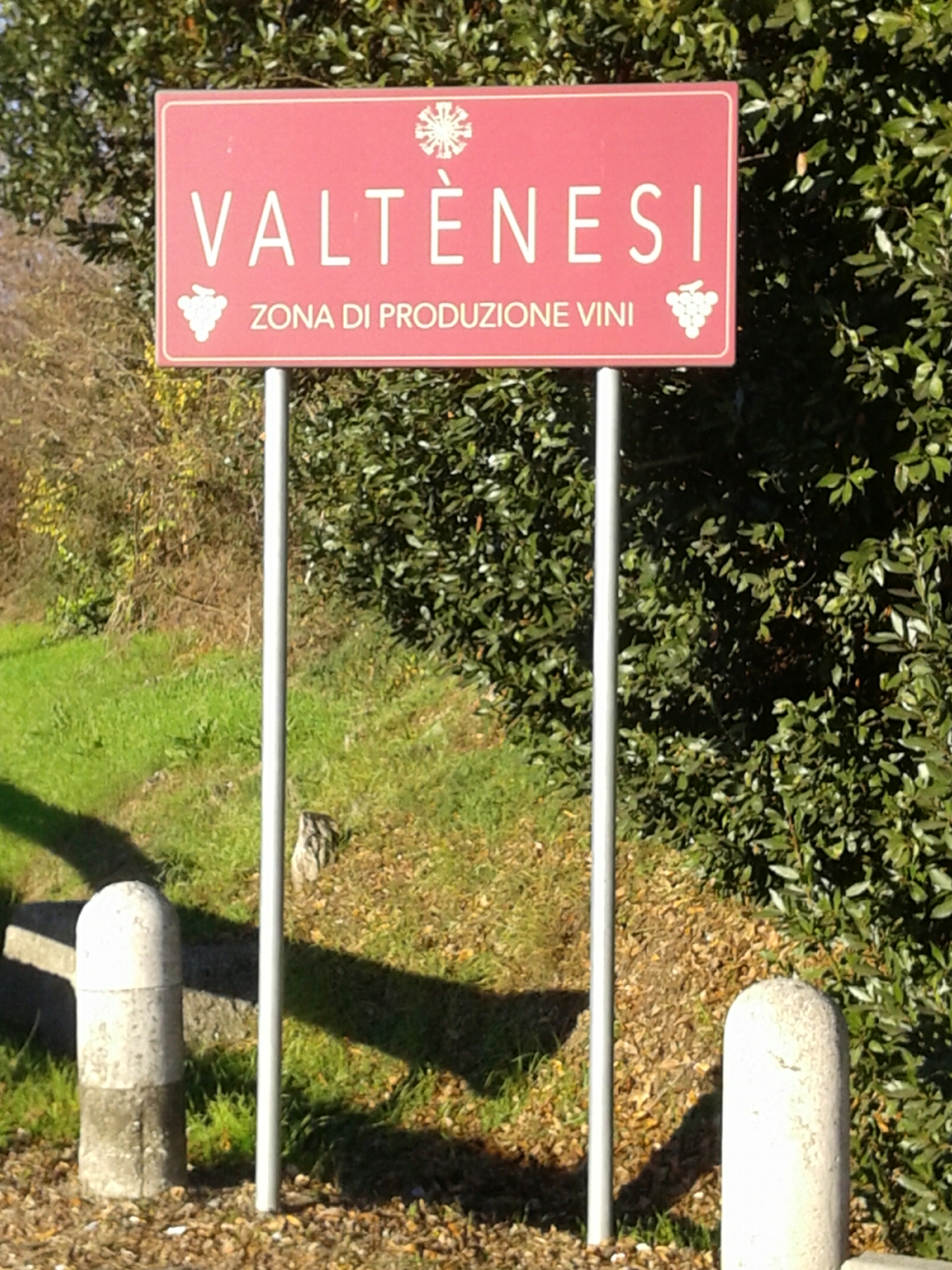
Cartello zona DOC Valtenesi

Oltre che famosa zona bresciana lacustre e collinare, la Valtenesi è un importante territorio di produzione di vino e olio di oliva di qualità. In particolare, qui si produce un vino rosato antico chiamato "Chiaretto" a base di Groppello, diventato DOC come sottozona del Riviera del Garda Classico.

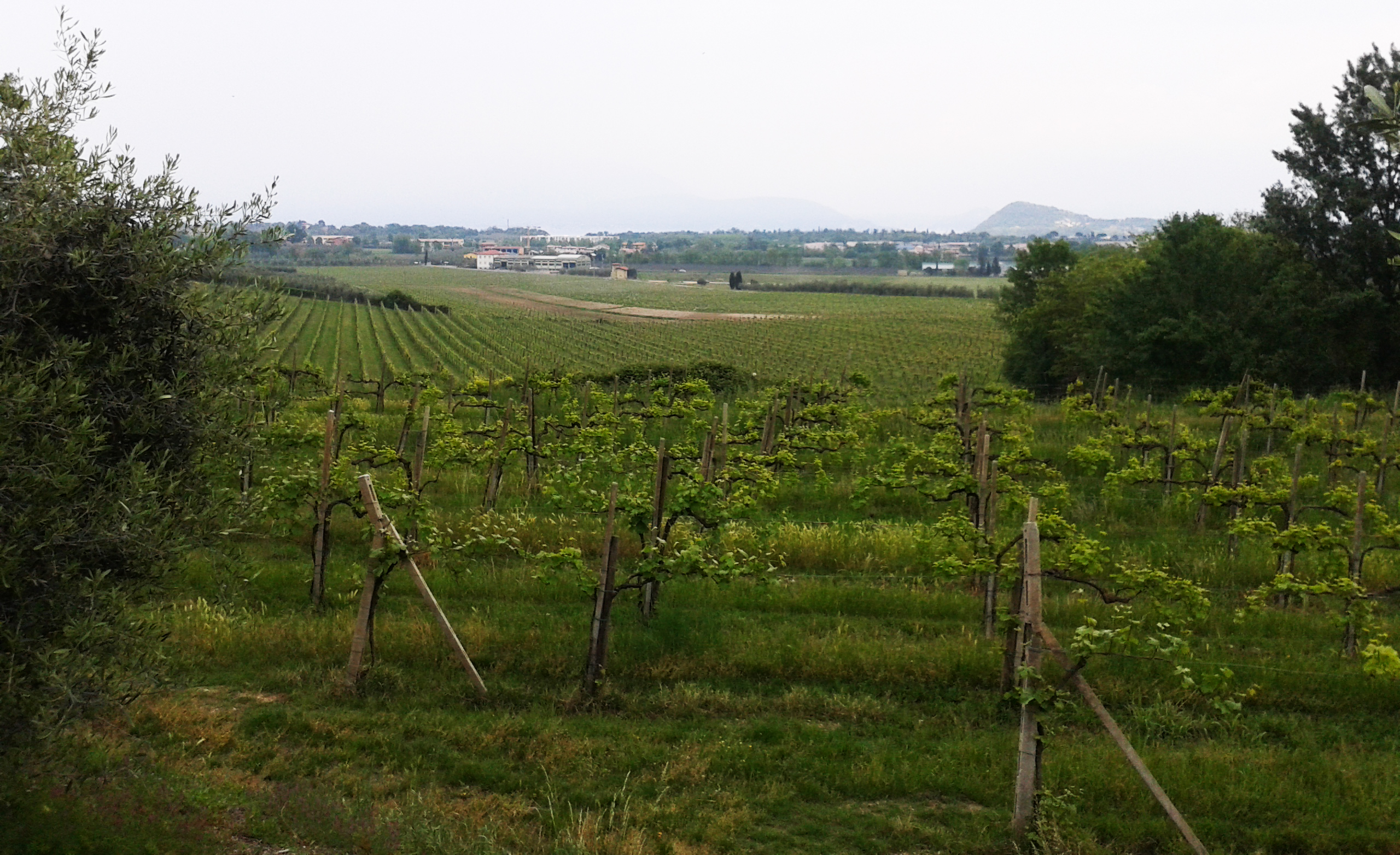
Vigneti a Picedo di Polpenazze del Garda, sullo sfondo la Rocca di Manerba del Garda